# Milan Pantsjevski
Milan Pantsjevski (Macedonisch: Милан Панчевски) (Debar, 16 mei 1935 – Skopje, 9 januari 2019) was een Joegoslavisch communistisch politicus. 

## Loopbaan
Pancevski maakte carrière binnen het partijapparaat. Van 1984 tot 1986 was hij voorzitter van de Macedonische Communistenbond. In de jaren 80 werd Pancevski in het Presidium van de Joegoslavische Communistenbond (JCB) en van mei 1989 tot mei 1990 was hij de laatste voorzitter van het Presidium van het Centraal Comité van de JCB.
Na de ontbinding van JCB (mei 1989) speelde Pancevski nog een belangrijke rol binnen de Macedonische politiek. Hij was voorzitter van de Macedonische Communistenbond-Partij voor Democratische Vernieuwing (SKM-PDP) van 1992 tot en met 1995. Daarna werd hij lid van de Sociaaldemocratische Unie van Macedonië (SDSM).